# UFC Fight Night: Holloway vs. The Korean Zombie
UFC Fight Night: Holloway vs. The Korean Zombie（ユーエフシー・ファイトナイト：ホロウェイ・バーサス・ザ・コリアン・ゾンビ、別名UFC Fight Night 225、UFC on ESPN+ 83）は、アメリカ合衆国の総合格闘技団体「UFC」の大会の一つ。2023年8月26日、シンガポール・カランのシンガポール・インドア・スタジアムで開催された。

## 大会概要
本大会はマックス・ホロウェイとジョン・チャンソンのフェザー級戦が組まれた。

## 試合結果

### プレリミナリーカード
第1試合 フェザー級 5分3R
○  チェ・スンウ vs.  ヤルノ・エレンス ×
3R終了 判定3-0（30-27、29-28、29-28）
第2試合 女子フライ級 5分3R
○  JJ・アルドリッチ vs.  リャン・ナ ×
2R 4:49 TKO（グラウンドの肘打ち連打）
第3試合 ウェルター級 5分3R
○  ビリー・ゴフ vs.  木下憂朔 ×
1R 3:49 TKO（ボディへの右ストレート→パウンド）
第4試合 ウェルター級 5分3R
○  ソン・ケナン vs.  ロラン・ベドーヤ ×
3R終了 判定3-0（29-28、29-28、29-28）
第5試合 ミドル級 5分3R
○  ミハル・オレクシェイチュク vs.  チディ・エンジョクアニ ×
1R 4:16 TKO（パウンド）
第6試合 バンタム級 5分3R
○  ギャレット・アームフィールド vs.  風間敏臣 ×
1R 4:16 TKO（右ストレート→パウンド）
第7試合 ミドル級 5分3R
○  ワルド・コルテス＝アコスタ vs.  ルーカス・ブジェスキー ×
1R 3:01 KO（左フック）

### メインカード
第8試合 ヘビー級 5分3R
○  ジュニア・タファ vs.  パーカー・ポーター ×
1R 1:24 KO（右ストレート）
第9試合 女子フライ級 5分3R
○  エリン・ブランチフィールド vs.  タイラ・サントス ×
3R終了 判定3-0（29-28、29-28、29-28）
第10試合 バンタム級 5分3R
○  中村倫也 vs.  ファーニー・ガルシア ×
3R終了 判定3-0（30-26、30-27、30-27）
第11試合 フェザー級 5分3R
○  ギガ・チカゼ vs.  アレックス・カサレス ×
5R終了 判定3-0（30-27、30-27、30-27）
第12試合 ライトヘビー級 5分3R
○  アンソニー・スミス vs.  ライアン・スパン ×
3R終了 判定2-1（28-29、29-28、29-28）
第13試合 フェザー級 5分5R
○  マックス・ホロウェイ vs.  ジョン・チャンソン ×
3R 0:23 KO（右フック）

### 各賞
ファイト・オブ・ザ・ナイト：マックス・ホロウェイ vs. ジョン・チャンソン
パフォーマンス・オブ・ザ・ナイト：ジュニア・タファ、ミハル・オレクシェイチュク
各選手にはボーナスとして5万ドルが授与された。

### カード変更
負傷などによるカードの変更は以下の通り。